# Ruwenzorek evansi
 (septembre 2024).
Genre
Espèce
Ruwenzorek evansi, unique représentant du genre Ruwenzorek, est une espèce d'araignées aranéomorphes de la famille des Salticidae.

## Distribution
Cette espèce est endémique du district de Bundibugyo en Ouganda,. Elle se rencontre vers Bundibugyo.

## Description
La carapace de la femelle holotype mesure 2,3 mm de long sur 1,8 mm et l'abdomen 2,4 mm de long sur 2,0 mm.

## Systématique et taxinomie
Cette espèce a été décrite par Wiśniewski et Wesołowska en 2024.
Ce genre a été décrit par Wiśniewski et Wesołowska en 2024 dans les Salticidae.

## Étymologie
Cette espèce est nommée en l'honneur de Gwilym Owen Evans.

## Publication originale
- Wiśniewski & Wesołowska, 2024 : « Jumping spiders (Salticidae) of Uganda – revised list, new species and distributional data. » European Journal of Taxonomy, vol. 952, p. 1-171 (texte intégral).